# Automuseum Nossen
Das Automuseum Nossen bzw. Fahrzeugmuseum Hertrampf ist ein Museum für Oldtimer in Sachsen.

## Geschichte
Das Autohaus Eckhard Hertrampf vertreibt Neuwagen von Renault und Dacia in Nossen. Außerdem betreibt es seit 1996 oder 1998 ein Automuseum im Nachbargebäude, das früher ein Konsum-Kaufhaus war. Es ist werktags geöffnet.

## Ausstellungsgegenstände
Das Museum stellt etwa 30 bis 50 Autos aus. Genannt wurden 2004 Alpine A310, Austin-Healey Sprite, AWZ P 70, Ford Modell T Roadster von 1917, Goggomobil TS 250 Coupé, Hanomag 4/23 PS von 1931, IFA F 9, Opel 1,2 Liter von 1935, Renault Caravelle, Monaquatre von 1931 und 4 CV, SAS-965, Simca Aronde, Škoda Felicia Cabriolet und Studebaker Dictator von 1928.
Außerdem werden etwa 50 Motorräder, 15 Mopeds, 5 Fahrräder, 2 Sonderfahrzeuge und 25 Motoren präsentiert.

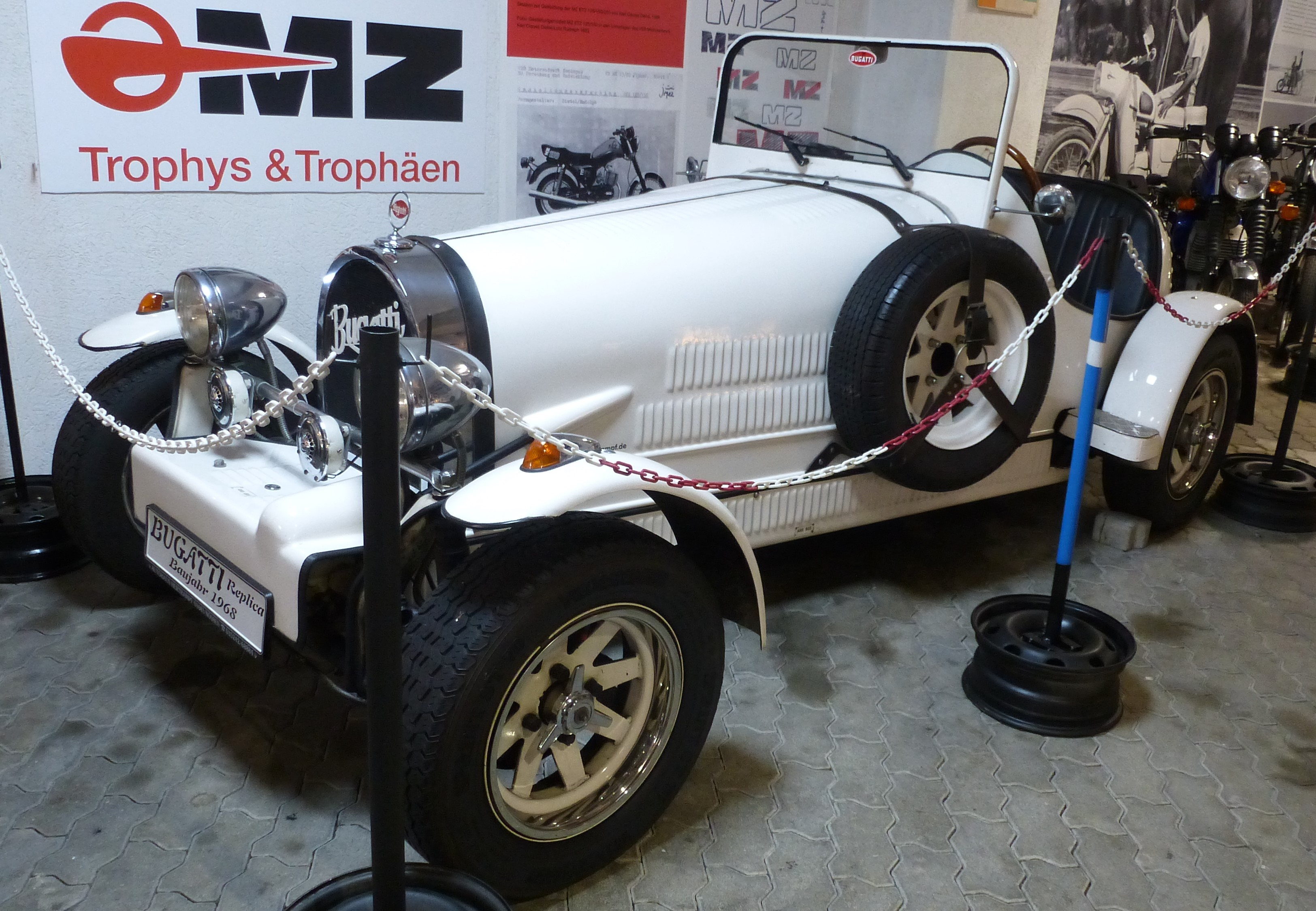
AHK Bugatti (Nachbau)
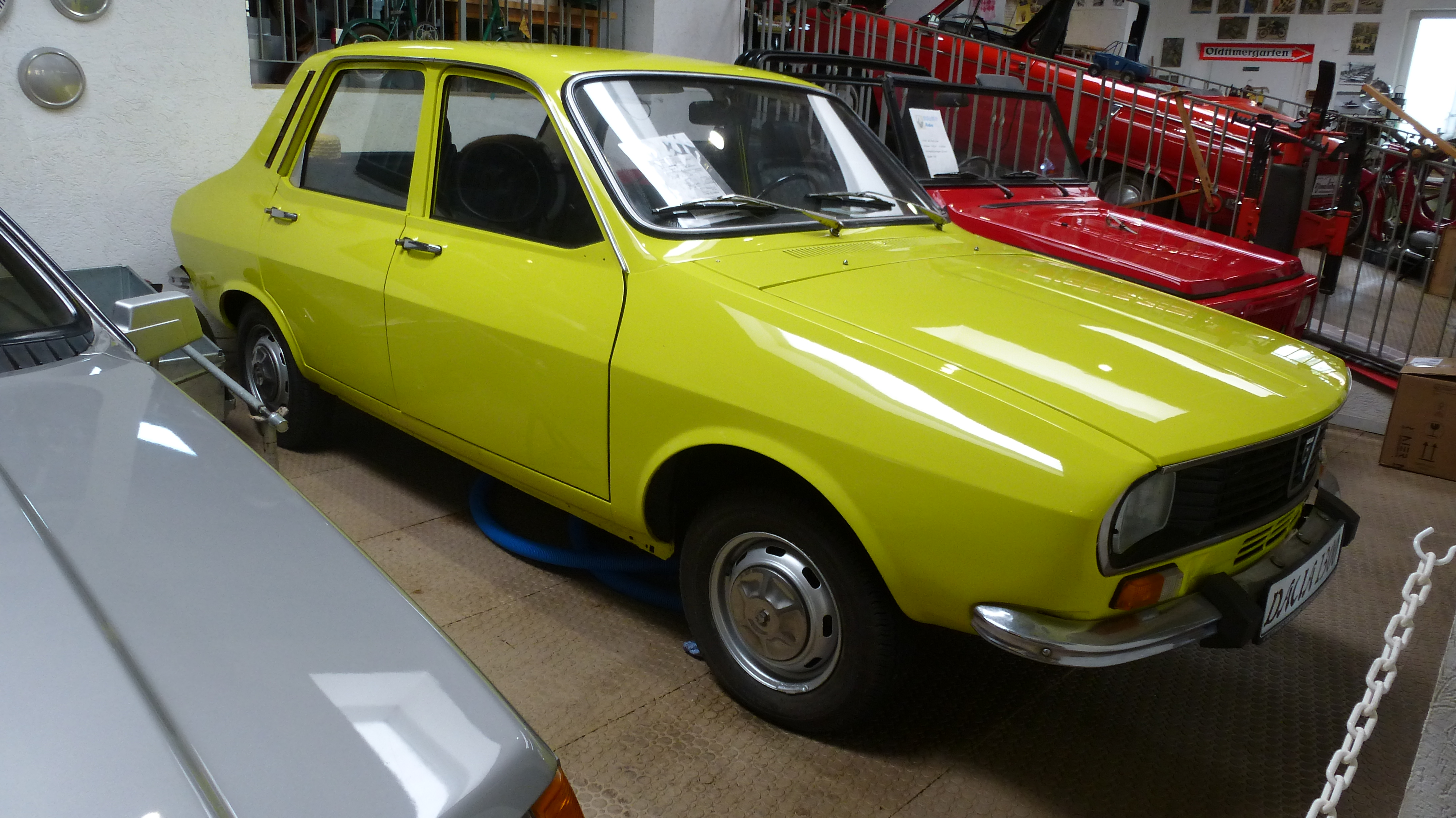
Dacia 1300 von 1974
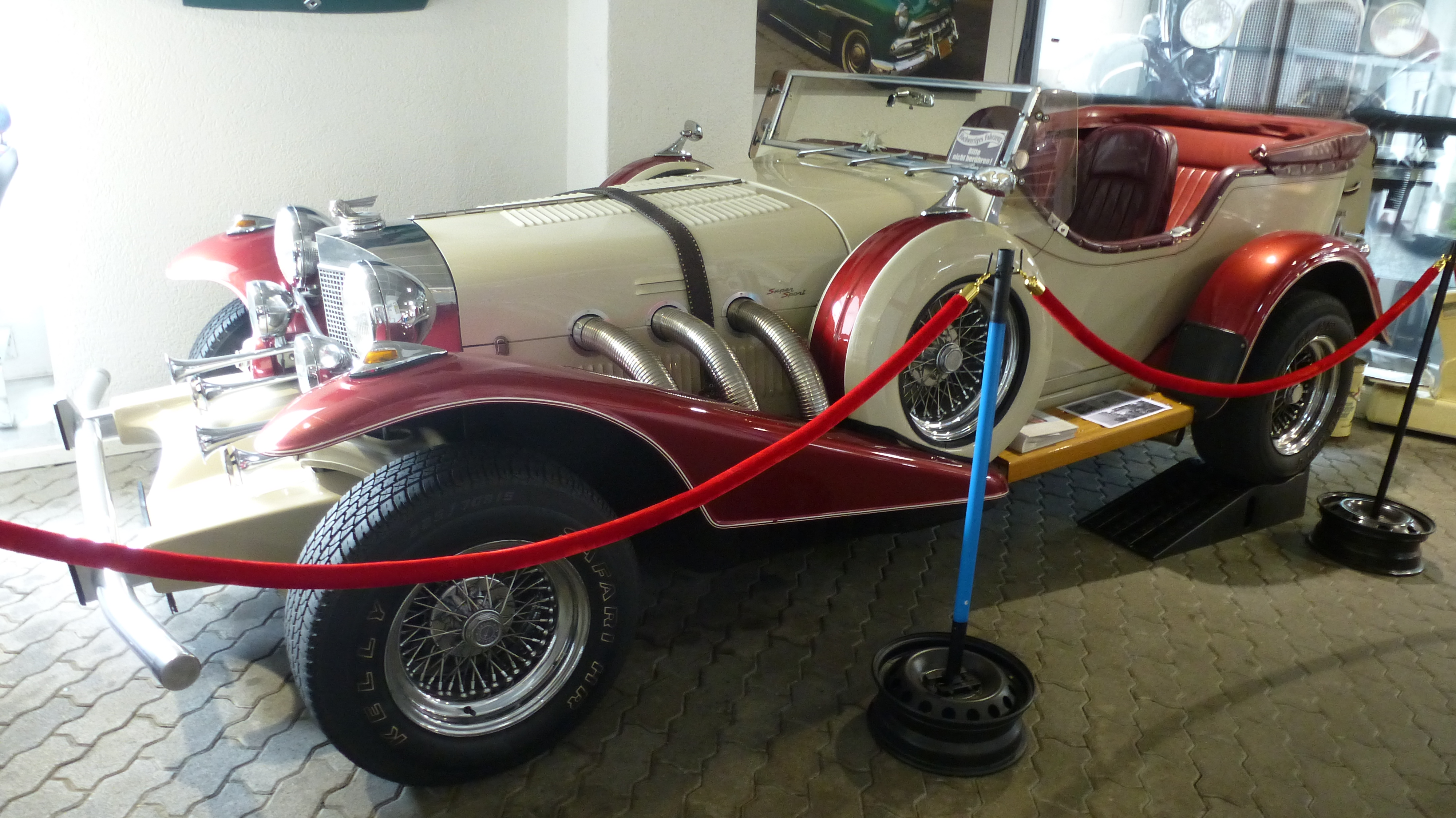
Excalibur Series III von 1979
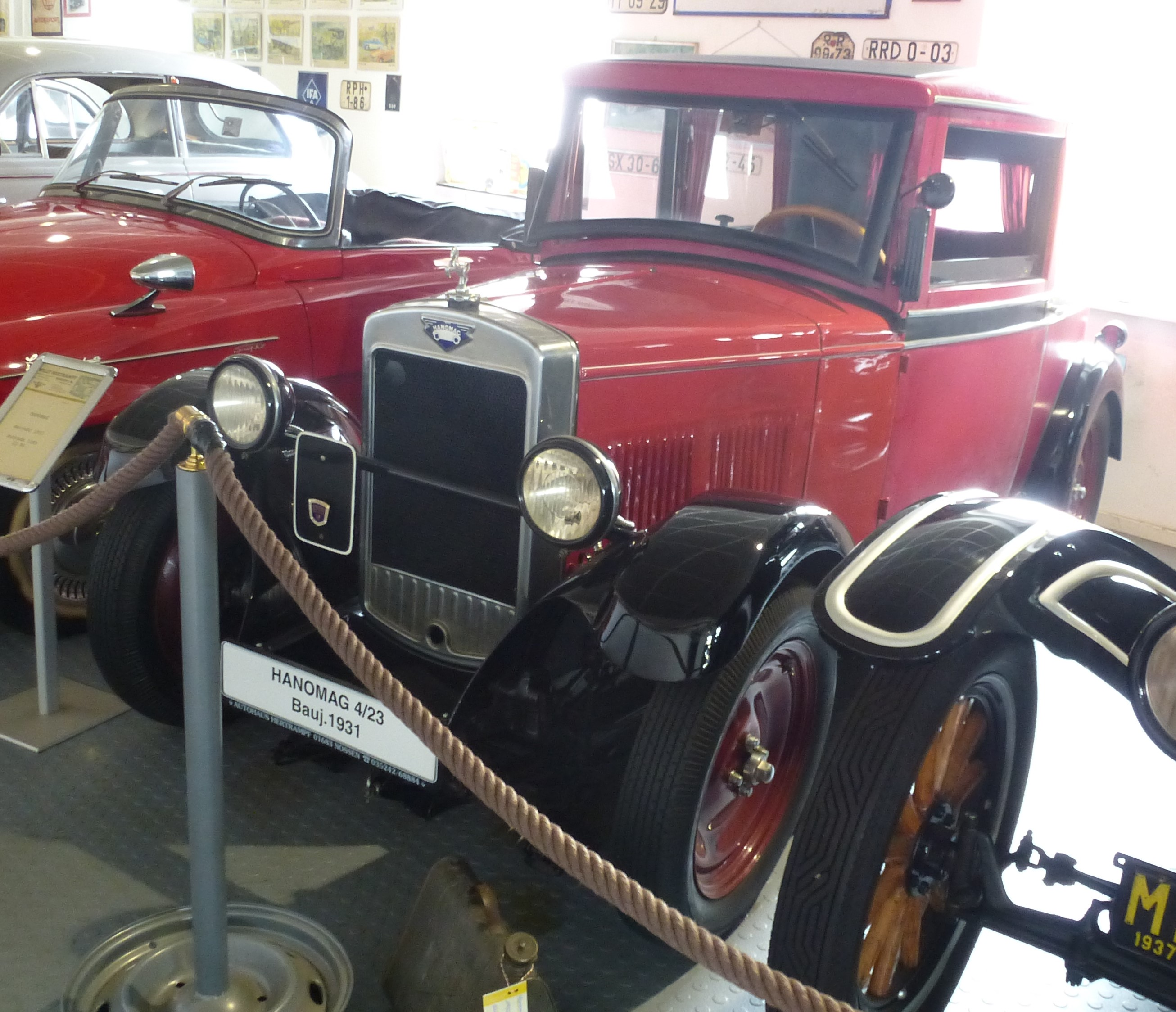
Hanomag 4/23 PS von 1931
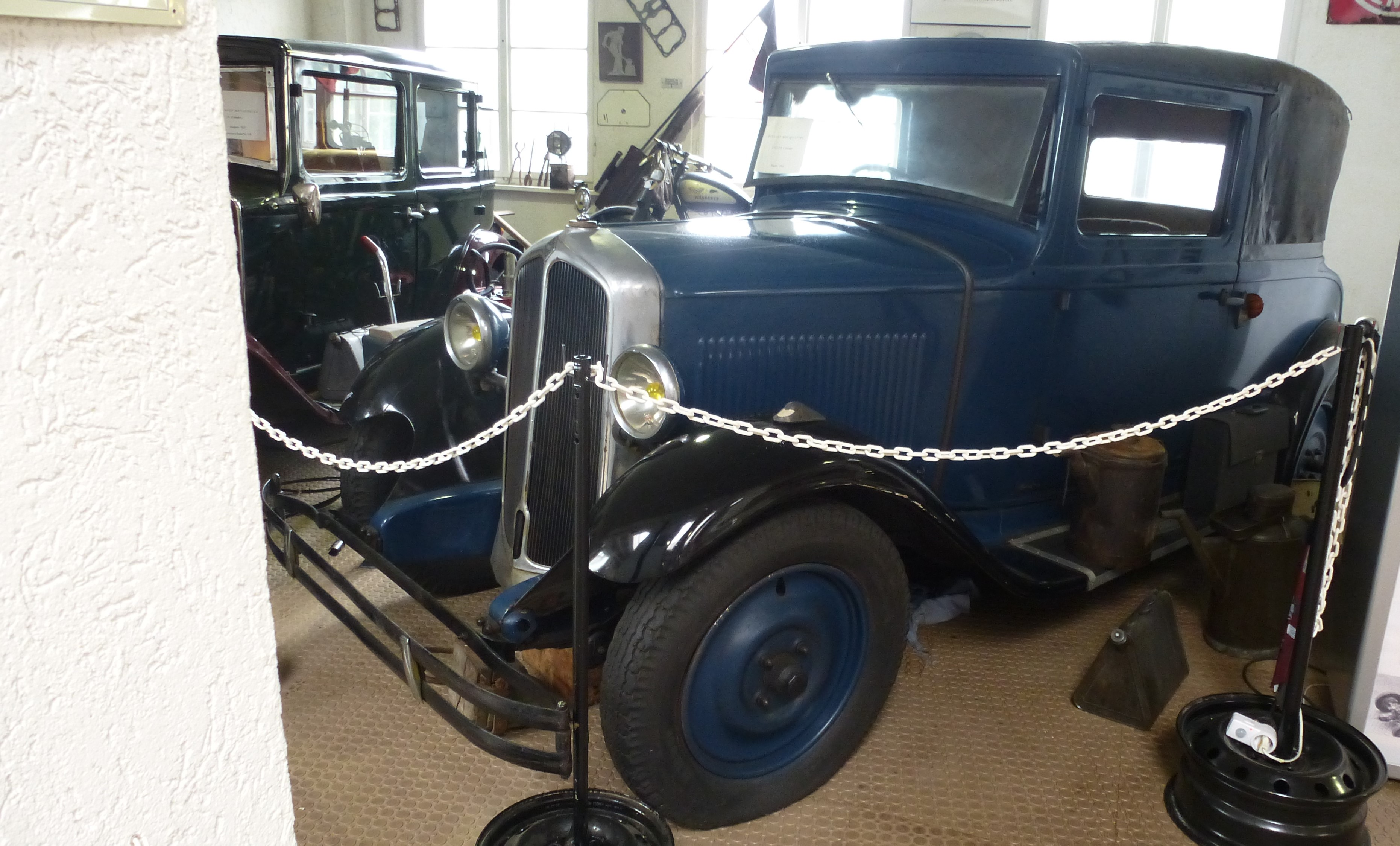
Renault Monaquatre Type UY von 1931
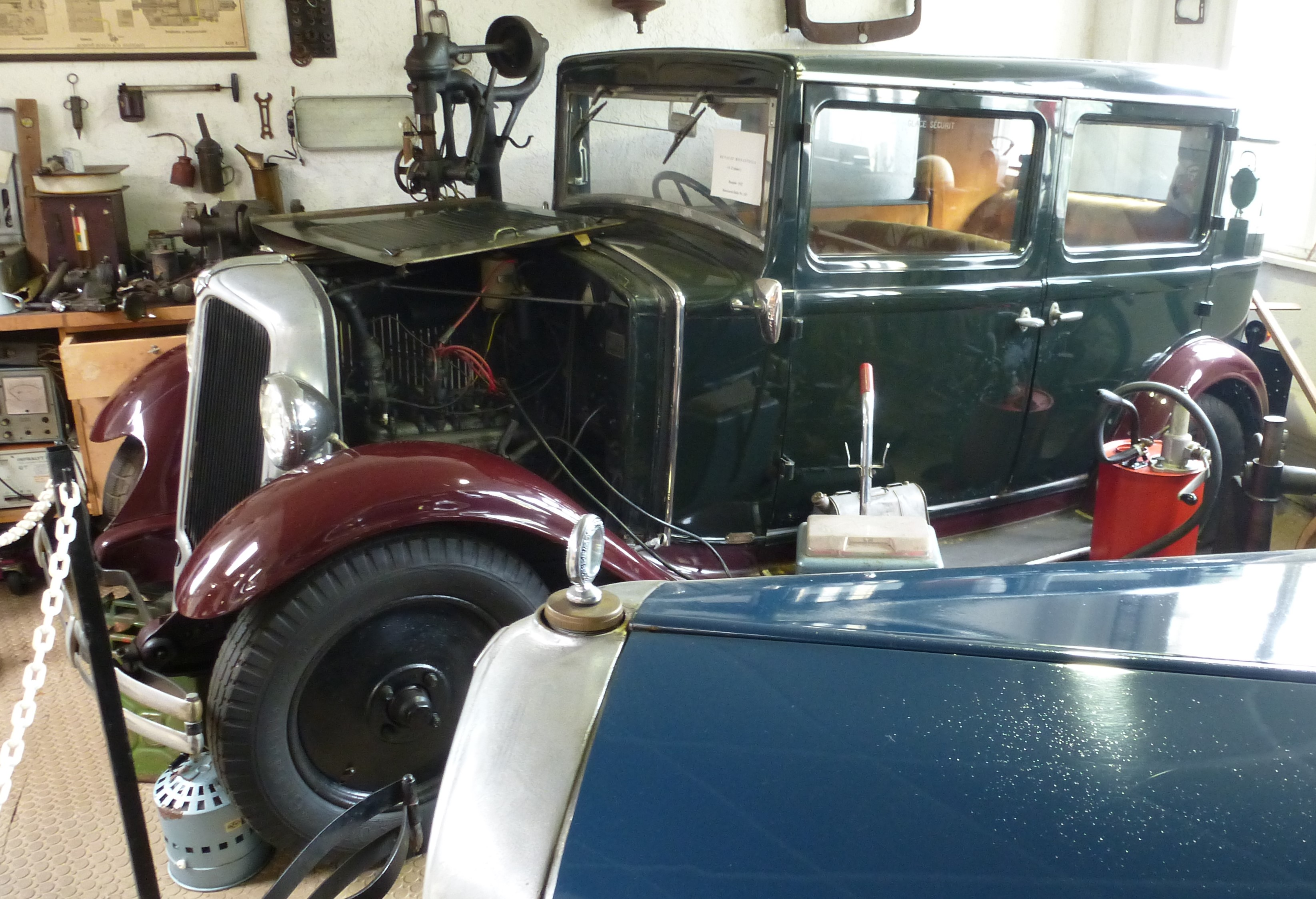
Renault Monastella Type RY 4 von 1932
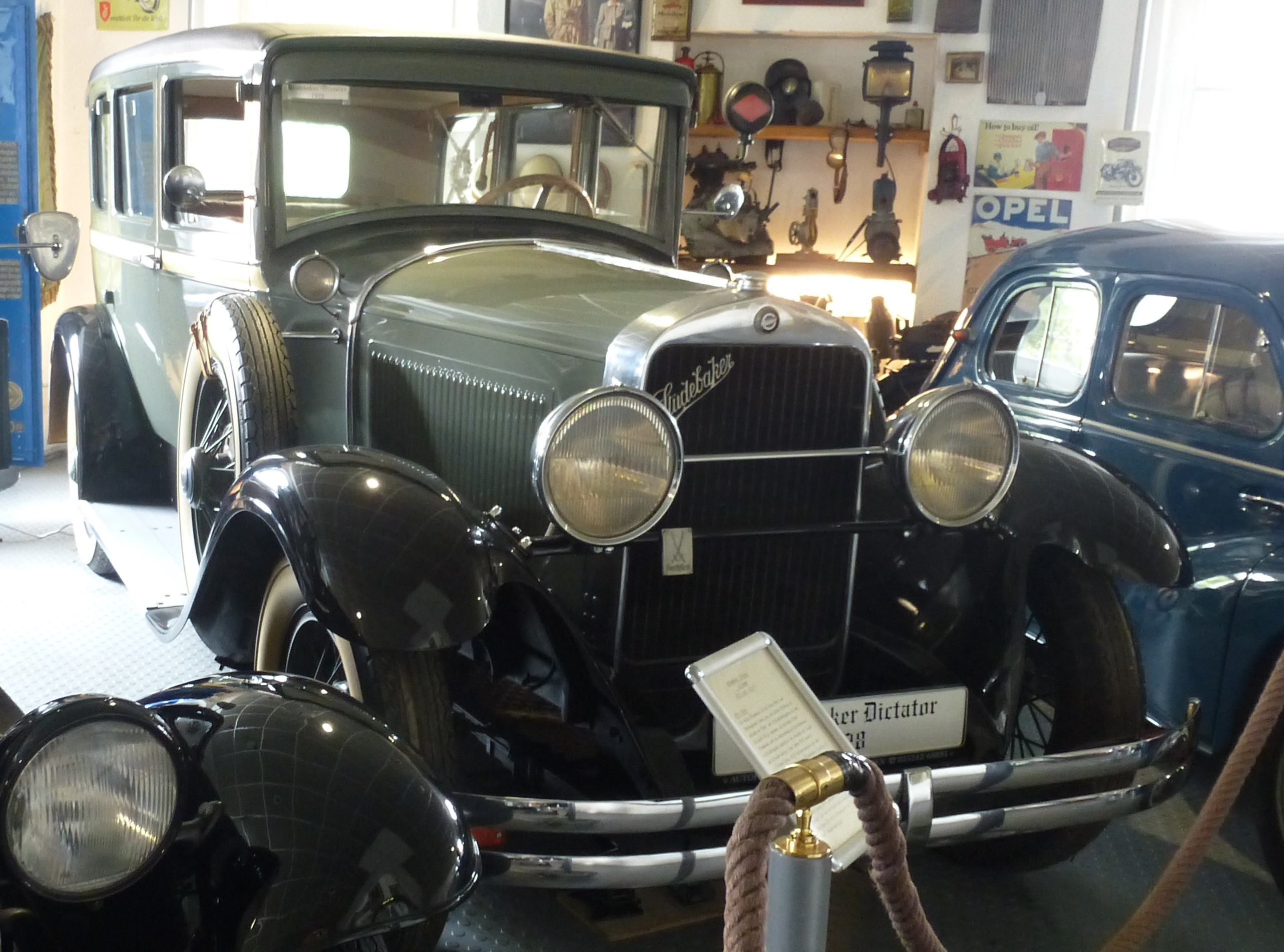
Studebaker Dictator von 1928